# Centre historique de la ville de Salzbourg
Le centre historique de la ville de Salzbourg est le centre-ville de Salzbourg. Il est un site du patrimoine mondial de l'UNESCO en Autriche.

## Périmètre de la zone du patrimoine mondial
Le site comprend :
- la rive gauche de la Salzach
- la rive droite de la Salzach avec la Linzer Gasse, les Inneren et Äußeren Stein ainsi que le Bürglstein
- Nonntal
- Mülln
- le Mönchsberg
- le Festungsberg avec la forteresse de Hohensalzburg
- le Kapuzinerberg

Cette zone centrale couvre 236 hectares. Il est presque identique au quartier Altstadt (237 hectares).
La zone tampon désignée, qui représente une protection limitée de l'ensemble et est destinée à protéger la zone centrale d'une dégradation de l'image à longue distance, s'étend sur approximativement tout l'Äußeres Nonntal (Hellbrunner Straße-Hofheimer Allee, y compris la zone paysagère de la Freisaal et la Thumeggerstraße), la zone du Leopoldskroner Weiher, la partie de Riedenburg-St. Paul, le Rainberg, l'Inner Riedenburg, l'Ausseres Mülln et le Johannesspital (avec la ligne Moosstraße-Aiglhofstraße- ligne ferroviaire vers Munich comme frontière) et le bloc le plus au sud-est de Lehen (Gaswerkgasse et jusqu'au pont de Lehen), et de l'autre côté toute la Neustadt, Elisabeth-Vorstadt jusqu'à St.-Julien-Strasse, la zone de la gare, de là Schallmoos jusqu'à Vogelweiderstrasse-Sterneckstrasse-Fürbergstrasse, et plus loin vers l'Inneres Parsch dans les limites d'Eberhard-Fugger-Strasse-Gaisbergstrasse et Hundertwasserallee jusqu'à la Salzach. Cette zone tampon couvre 487 hectares.

## Justification et statut de protection
Le 5 décembre 1996, la vieille ville de la ville de Salzbourg reçoit la désignation de patrimoine culturel mondial par l'UNESCO.
Cette distinction est décernée pour les raisons suivantes :
« Salzbourg a su préserver un tissu urbain d’une richesse exceptionnelle élaboré entre le Moyen Âge et le XIXe siècle, alors qu’elle formait une ville-État gouvernée par son prince-archevêque. L’art gothique flamboyant qui s’y épanouit attira dans la ville de nombreux artistes avant que son rayonnement ne s’affirme encore avec l’intervention d’architectes italiens, Vincenzo Scamozzi et Santino Solari, à qui le centre de Salzbourg doit beaucoup de son caractère baroque. Cette rencontre du nord et du sud de l’Europe n’est peut-être pas étrangère au génie du plus illustre des fils de Salzbourg, Wolfgang Amadeus Mozart, dont la renommée universelle rejaillit désormais sur la ville. »